# Institut national du sport, de l'expertise et de la performance
Institut national du sport, de l'expertise et de la performance, prescurtat INSEP (în română Institutul Național de Sport, Expertiză și Performanță) este o instituție publică franceză însărcinată cu formarea celor mai buni tineri sportivi de performanță, supravegheată de Ministerul tineretului și sportului. Înființată în 1975, este moștenitoarea lui École de Joinville. Se află la limita lui Bois de Vincennes în arondismentul 12 din Paris.
În anul 2015, INSEP a găzduit peste 630 de sportivi rezidenți, inclusiv aproape 400 de pensionari și 140 de minori, supravegheați de 150 de antrenori si tehnicieni sportivi. Se împart în 27 de pôles France (poli Franța) sau secții sportive, care oferă acces la facilitățile sportive din campus. Sportivi absolvenți ai acestui institut au reprezentat 56% din medaliații francezi la Jocurile Olimpice de vară din 2012.
INSEP aparține rețelei naționale franceze a sportului de performanță, care cuprinde:
- cele trei școlii sportive de specialitate: ENVSM (navigare și sporturi nautice), ENSM (sporturi de munte) și IFCE (călătorie)
- federațiile naționale ale sporturilor clasificate ca ramură de sport de performanță
- cele 17 Centre de Resurse, Expertiză și Performanță Sportivă (CREPS, centrele de pregătire olimpică) repartizate pe teritoriul Franței, inclusiv două în Franța de peste mări
- Direcția națională pentru sport din cadrul Ministerului tineretului și sportului
- autoritățile regionale și locale

## Legături externe
- Site-ul oficial